# Xenoclostera ferrifera
Xenoclostera ferrifera är en fjärilsart som beskrevs av Walker 1865. Xenoclostera ferrifera ingår i släktet Xenoclostera och familjen tandspinnare. Inga underarter finns listade i Catalogue of Life.